# Vila Mimosa
Vila Mimosa ist einer der bekanntesten Rotlichtbezirke in Rio de Janeiro. Es gilt als eines der größten Viertel heterosexueller Prostitution in der Welt.

## Lage
Das Viertel Vila Mimosa befindet sich unweit der Altstadt von Rio de Janeiro zwischen den U-Bahn-Stationen São Cristóvão und Praça da Bandeira. Zentrale Straße ist die Rua Soteiro dos Reis, in der Nähe der Praça da Bandeira. Sie liegt “zwischen der Ruine des Leopoldina-Bahnhofs, den Gleisen der Vorortebahn und dem alten Schlachthof, nahe beim Fußballstadion Maracanã.”
Das Viertel ist 2.500 Quadratmeter groß und von zwei Kanälen, sowie den Straßen Rua Francisco Eugenio und Avenida Osvaldo Aranha umgeben und umfasst die Straßenzüge Rua Soteiro dos Reis, Rua Ceará, Rua Hilário Riberio und Rua Lopes de Sousa.

## Geschichte
Vila Mimosa, bzw. Vila Mimoza, wie das Viertel in seiner Anfangszeit hieß, wurde damals von Flüchtlingen aus dem Zweiten Weltkrieg bewohnt, vornehmlich von ledigen oder verwitweten Frauen aus Osteuropa, welche aus ärmlichen Verhältnissen stammten. Aus dieser Zeit stammte noch der despektierliche Ausdruck “Polacas”, hellhäutige, europäische Mädchen, die von russischen Zuhältern ausgebeutet wurden.
Das erste Rotlichtviertel entstand in der Zona do Mangue, in der Nähe der heutigen Avenida Presidente Vargas, im Zentrum von Rio de Janeiro. Die erste Einwanderergeneration vermischte sich zunehmend mit den Brasilianern und verschwand über die Jahre.
Heute ist die Vila Mimosa ein komplexes, soziales Gebilde aus Kleingewerbe, Kneipen, Bars und ca. 150 Orten, an denen Prostitution legal betrieben werden darf.  Häufig sind Ex-Polizisten Betreiber der Bordelle. Während sich im Erdgeschoss häufig eine Bar befindet, wird die Prostitution in ca. 70 Apartments oder Zimmern ausgeübt, welche minimal zehn Quadratmeter groß sind. Der Betrieb ist auf 24 Stunden ausgelegt. Gemäß Angaben der AMOCAVIM frequentieren am Wochenende, vor allem am Freitag und Samstag ca. 4.500 Personen (davon 3.000 Männer und 1.500 Frauen) die Amüsierbetriebe. Vila Mimosa wird von privat betriebenen Sicherheitsdiensten geschützt, welche von den Bewohnern bezahlt werden. Transvestiten und männlichen Prostituierten ist das Nachgehen ihres Gewerbes in der Vila Mimosa streng untersagt. Über Bordelleröffnungen entscheidet ebenfalls die AMOCAVIM. Die AMOCAVIM als Kooperative und Interessensgemeinschaft hat auch dafür gesorgt, dass die Sexarbeiterinnen zum großen Teil selbstständig, also ohne Zuhälter, arbeiten. Die Kundschaft sowie die Sexarbeiterinnen entstammen überwiegend aus der Unterschicht, was auch zu gemäßigten Preisen in der Vila Mimonsa gesorgt hat. Auf das Gewerbe wird keine Grundsteuer erhoben. Betreut werden die Sexarbeiterinnen von Ordensschwestern der “Missionarinnen des Lebens”

## Projekt „Cidade das Meninas“
Die Trasse des geplanten Schnellzuges, auch Trem Bala („Kugel-Zug“) genannt, wird in unmittelbarer Nähe der Vila Mimosa gebaut werden. Dagegen protestieren die Einwohner, Gewerbebesitzer, Bar- und Restaurantbetreiber, sowie die Prostituierten und haben bereits beträchtliche Mittel gegen dieses Bauvorhaben gesammelt.
Cidade das Meninas („Stadt der Mädchen“) ist vornehmlich ein Projekt der Sexarbeiterinnen, welche einen 1.825 Quadratmeter großen Neubau geplant haben. Dieser Neubau, welcher vom Architekten Guilherme Rodrigues Ripardo, einem Schüler des bekannten Oscar Niemeyer, geplant ist, soll ein kleines Amphitheater für Modenschauen, Räumlichkeiten für Berufsausbildung, einen Kindergarten, medizinische Einrichtungen und ein Parkhaus enthalten.

## Rezeption
Carl D. Goerdeler schreibt über die Vila Mimosa:

„Rap und Funk hämmern aus Rotlichthöhlen, die Luft ist zum Schneiden, Hühner brutzeln, Frauen kämmen ihre Haare und zeigen, was sie haben. Ein intimer Gang durch die „Vila Mimosa“ – das wahre Rotlichtviertel von Rio de Janeiro. Durch die Bahnunterführung an den Mülltonnen, Garagen, dem Schlachthof und den toten Fenstern vorbei übers Kopfsteinpflaster der Rua Ceará um die Kurve – und du bist in einem Film von Federico Fellini. Aus dem Nebel der Holzkohlegrills und Bierkaschemmen schälen sich Frauenleiber, fette, feiste, dürre. Sie kauern wie Katzen vor den Verschlägen, gießen ihre Schokoladenformen über die Brüstung, wiegen ihre Becken vor dem Männerstrom her, der durch die Buden und Verschläge quillt wie über einen Weihnachtsmarkt mit seinen Sternen, seinem Glimmer, seinem süßen Parfum. Rap und Funk hämmern aus den Rotlichthöhlen. Viel wird gezeigt, wenig geredet. Eine schnelle Nummer, 20 Minuten für kaum 20 Euro. Die enge Treppe, die schmale Tür weisen den Weg. Und auf der Gasse geht das karnevaleske Treiben derweil weiter. Zu jeder Stunde. An jedem Tag.“

Der Schweizer Autor Stefan Zweig, der vor dem Terror der Nationalsozialisten nach Brasilien floh, berichtete über seine Eindrücke:

„Ein Anblick, wie ich ihn kaum ähnlich im Leben gesehen. Fenster an Fenster oder vielmehr Tür an Tür stehen und warten hier wie exotische Tiere hinter den Gitterstäben tausend oder sogar fünfzehnhundert Frauen aller Rassen und Farben.“

Die Zeit schildert ein anderes Bild der Vila Mimosa:

„Es stinkt nach Urin und Erbrochenem. Auf alten Fernsehschirmen laufen Pornofilme, die sich volltrunkene Männer ansehen, um in Stimmung zu kommen. Die Frauen, die auf dem Straßenstrich von Vila Mimosa und seinen dunklen Baracken in Rio de Janeiro arbeiten, sind ganz unten angekommen. "Wer hier überleben will, braucht ein Stück Brutalität", sagt die Brasilianerin Cicera (53). Sie hat diese Hölle selbst jahrelang in der Vila Mimosa durchlebt, ehe ihr der Absprung gelang.“

## Trivia
Die Vila Mimosa ist auch Bühne einiger Stars des brasilianischen Pornofilms wie z. B. Natasha Lima.
Bekannte Persönlichkeiten wie der Maler Di Cavalcanti und Musiker wie Dicró oder Mr. Catra e Cartola haben dem Viertel einen anderen Ruf gegeben. Im Jahr 2003 schrieben die Musiker MC Serginho e Lacraia ein Lied als Hommage an die Vila Mimosa. Vila Mimosa dient häufig als Filmkulisse.